# Stella Maxwell
Stella Maynes Maxwell (Bruxelles, 15 maggio 1990) è una supermodella britannica naturalizzata neozelandese, cresciuta tra Belgio e Nuova Zelanda.

## Biografia
Figlia di Stella Maynes e di un funzionario dell'UE, Maurice Maxwell (entrambi nord irlandesi), Stella Maxwell è nata e cresciuta in Belgio fino all'età di 13 anni, dove ha frequentato la Scuola Europea di Bruxelles. Si è poi trasferita con la famiglia a Canberra, in Australia e un anno dopo a Wellington, in Nuova Zelanda. Qui ha frequentato il Queen Margaret College e dopo il diploma, ha studiato Psicologia all'Università di Otago, dove è stata scoperta durante il primo anno ed ha poi iniziato la carriera di modella. L'anno successivo anche la famiglia ha lasciato la Nuova Zelanda ed ha fatto ritorno in Irlanda del Nord.

## Carriera
Nel corso della sua carriera, è stata testimonial di marchi come Alexander McQueen, Asos, Ermanno Scervino, H&M, Puma, River Island, Urban Outfitters, Vianel e Victoria's Secret, ed ha sfilato per Fashion Rocks, Giles, Jeremy Scott, Marc Jacobs, Moschino e Victoria's Secret. È apparsa su riviste di moda come Elle, Glamour, iD, Colloquio, Jalouse, Madame Figaro, Numéro, Viola, Vogue Spagna, Vogue Italia, Vogue Giappone e Vogue UK.
Nel 2014 sfila al Victoria's Secret Fashion Show e diventa una Victoria's Secret Angels l'anno successivo. È la prima modella neozelandese a sfilare e diventare un angelo di Victoria's Secret. Nel giugno 2016 viene eletta dalla rivista Maxim la donna più bella del mondo. Nel mese di ottobre viene annunciato che sarà la nuova ambasciatrice di Max Factor, affiancando la collega Candice Swanepoel. Alla fine dello stesso anno è tra le protagoniste della campagna natalizia di Zalando.
Nel 2017 è protagonista della campagna pubblicitaria primavera/estate di Roberto Cavalli. Nel mese di giugno è nel videoclip della canzone 2U di Justin Bieber e David Guetta, insieme ad altre cinque modelle di Victoria's Secret, inoltre viene fotografata da Giampaolo Sgura per la campagna pubblicitaria autunno/inverno di Twin-Set, insieme alla modella Stella Lucia. L'anno successivo viene scelta, insieme alla modella Irina Shayk, come testimonial della collezione autunno/inverno e come designer per una borsa, dal brand francese The kooples.
Nel 2019 è protagonista, insieme al cantante Liam Payne, della campagna pubblicitaria di intimo uomo di Hugo Boss.

## Vita privata
Nell'estate del 2015 ha avuto una breve relazione con la cantautrice statunitense Miley Cyrus; ha avuto anche una relazione con l'attrice statunitense Kristen Stewart dal 2016 al 2018.

## Agenzie
- The Lions
- Kate Moss Agency
- Elite Model Management

## Filmografia

### Videoclip
- 2U - Justin Bieber e David Guetta, (2017)

## Campagne pubblicitarie
- 7 For All Mankind A/I (2018)
- Alexander McQueen A/I (2009)
- Asos
- Balmain Fine Jewelry (2023)
- Chrome Hearts A/I (2020)
- Ermanno Scervino P/E (2011)
- Etro summer (2020)
- H&M A/I (2013)
- H&M x Moschino (2018)
- HUGO Bodywear (2019)
- Jeremy Scott P/E (2017;2019)
- Mango Lady Rebel Fragrances (2010-2015)
- Max Factor (2017-presente)
- Milucca Makeup (2018)
- Moschino Bubble Gum Fragrance (2021)
- NAKEDCASHMERE (2020)
- Pat McGrath Labs (2021)
- Pepe Jeans P/E (2018)
- Pinko A/I (2018)
- Puma
- Redemption A/I (2017) P/E (2018)
- Replay (2017)
- River Island P/E (2014)
- Roberto Cavalli P/E (2017)
- Roberto Cavalli Eyewear P/E (2017)
- The Kooples A/I (2018) P/E (2019)
- Tommy Hilfiger x Disney (2023)
- Topshop (2016-2017)
- Topshop jeans P/E (2017)
- TOPTEN A/I (2014)
- Twin-Set A/I (2017)
- Urban Outfitters
- Vianel P/E (2013)
- Versace A/I (2018)
- Versace Handbags P/E (2016)
- Versace Jeans A/I (2017)
- Versace Watches (2019)
- Victoria's Secret (2014-presente)
- Victoria's Secret Angels (2015-presente)
- William Rast A/I (2018)
- Zalando (2016)